# Горни-Лом
Горни-Лом (болг. Горни Лом) — село в Болгарии. Находится в Видинской области, входит в общину Чупрене. Население составляет 779 человек. Горни-Лом — крупнейший населённый пункт общины Чупрене. Неподалёку от села, в 7 км юго-западнее — гора Миджур, высочайшая вершина хребта Стара-Планина, близ села расположен заповедник Чупрене.

## Политическая ситуация
В местном кметстве Горни-Лом, в состав которого входит Горни-Лом, должность кмета (старосты) исполняет Илиян Любенов Михайлов по результатам выборов с 03.11.2019 г.
Кмет (мэр) общины Чупрене — Анжело Добричов по результатам выборов с 03.11.2019 г.

## Известные уроженцы
- Лучезар Еленков, болгарский поэт, прозаик, публицист.